# カミル・トロン

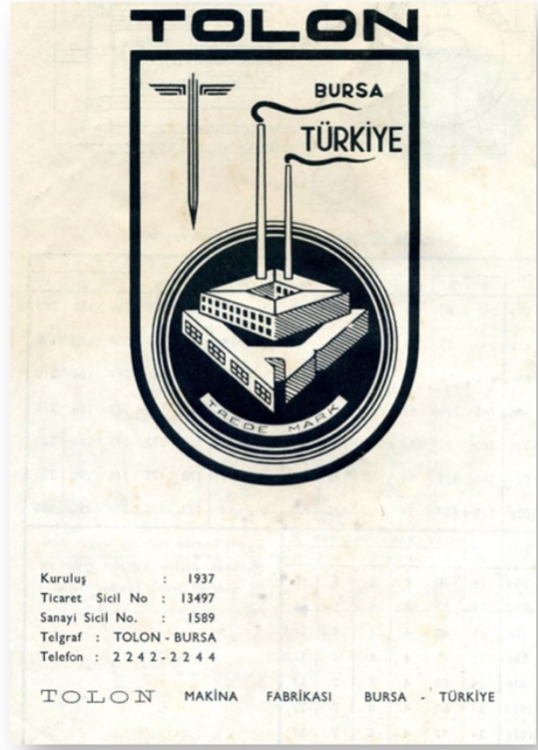

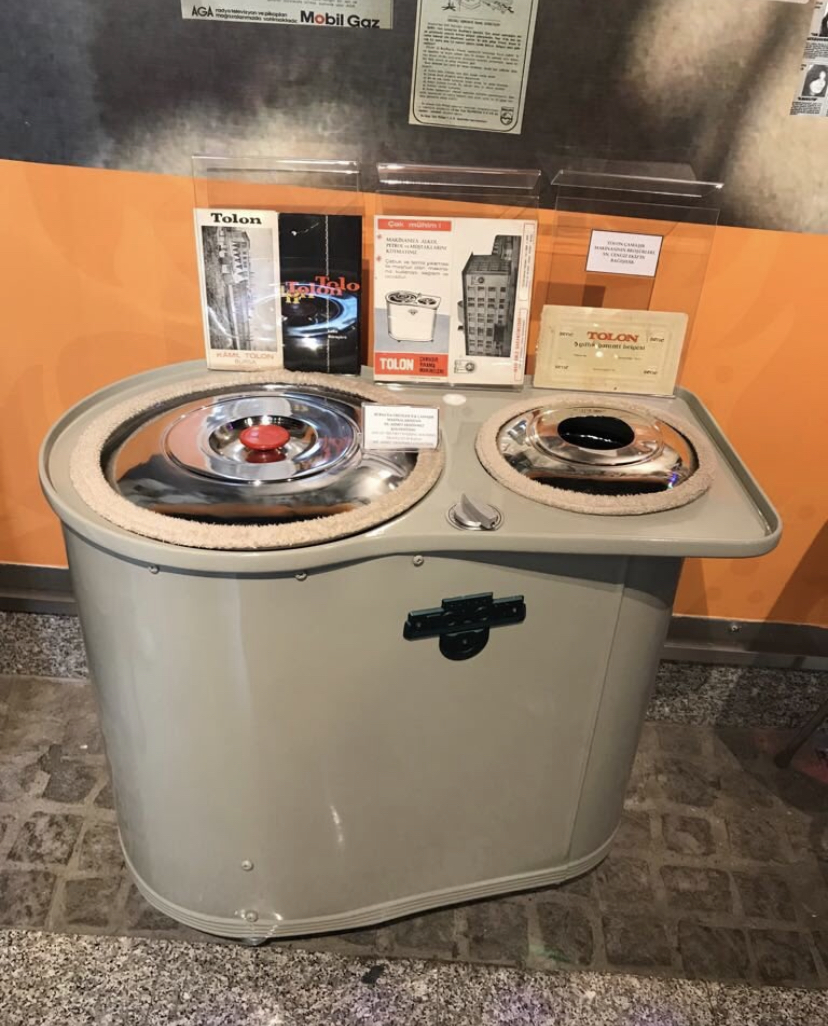

カミル・トロン（ Kamil Tolon、1912年 - 1978年）は、トルコの実業家である。

## キャリア
1935年に大学を卒業すると、PTTオブザーバーに任命された。その後、カミルはファーリバトゥカと一緒に店を開いた。 この店では、 トルコで最初の洗濯機を製造した。その後、同級生のアドナン・メンデレスは電気モーターの製造をカミルに提案した。 その後、彼はトルコで最初の電気モーターを製造した。

## 参照
1. ↑  “SABAH - 25/02/2004 - Yunan askeri annemizin makinesini kullanıyor”. web.archive.org (2009年2月4日). 2020年5月29日閲覧。
2. ↑  “Çılgın Tolon’lar | Mete Tamer OMUR”. web.archive.org (2017年3月29日). 2020年5月29日閲覧。
3. ↑   (日本語) Kamil Tolon Hayatı 2020年5月29日閲覧。
4. ↑  Özdemir, Nezaket (2009) (トルコ語). Cumhuriyet çocuklarının diliyle Bursa'nın anısal tarihi. Sentez Yayıncılık. ISBN 978-605-5790-03-5
5. ↑  https://web.archive.org/web/20090213050859/http://arsiv.sabah.com.tr/2004/02/25/eko104.htm
6. ↑  “Türkiye'nin ilk çamaşır ve bulaşık makinası fabrikası yıkılıyor - Gündem - T24”. web.archive.org (2017年1月5日). 2020年5月29日閲覧。
7. ↑  “Bursadan bir Tolon geçti...”. web.archive.org (2020年1月29日). 2020年5月29日閲覧。
8. ↑  Kuter, Dr. Murat. An Inventor In Bursa Kamil Tolon's Life Story. BTSO. pp. 21. ISBN 978-605-89779-8-3 2020年5月22日閲覧。
9. ↑  Özdemir, Nezaket. Cumhuriyet çocuklarının diliyle Bursa'nın anısal tarihi. Sentez. pp. 60. ISBN 9786055790035 2020年5月22日閲覧。